# 四川省公安廳
四川省公安厅是四川省人民政府组成部门，负责领导、管理四川省的公安保卫工作，接受四川省人民政府和中华人民共和国公安部的双重领导。

## 机构设置
官网机构设置所列机构：
- 政治部
- 队伍建设指导处
- 教育训练处
- 人事处
- 机关党委
- 研究室
- 经济犯罪侦查总队
- 治安管理总队
- 监所管理总队
- 出入境管理总队
- 科技信息化总队
- 基层基础工作总队
- 食品药品环境犯罪侦查总队
- 经济文化保卫总队
- 厅禁毒缉毒总队
- 审计处
- 交通警察总队
- 警务督察总队
- 特警总队
- 新闻宣传处
- 信访处
- 厅警务保障部
- 离退休人员工作处
- 森林警察总队
- 四川省公安厅档案馆
- 四川警察学院
- 四川省公安厅机场公安局
- 四川省公安厅高速公路公安局